# North Omak
North Omak es un lugar designado por el censo ubicado en el condado de Okanogan en el estado estadounidense de Washington. En el año 2000 tenía una población de 688 habitantes y una densidad poblacional de 23,7 personas por km².

## Geografía
North Omak se encuentra ubicado en las coordenadas 48°25′56″N 119°27′15″O / 48.43222, -119.45417.

## Demografía
Según la Oficina del Censo en 2000 los ingresos medios por hogar en la localidad eran de $25.500, y los ingresos medios por familia eran $22.788. Los hombres tenían unos ingresos medios de $20.227 frente a los $23.688 para las mujeres. La renta per cápita para la localidad era de $8.971. Alrededor del 39,7% de la población estaban por debajo del umbral de pobreza.